# Prohibition of Mixed Marriages Act
Der Prohibition of Mixed Marriages Act (Act No. 55/1949) (Afrikaans: Wet op Verbod van Gemengde Huwelike, deutsch etwa Mischehenverbotsgesetz) war ein südafrikanisches Gesetz und Instrument der Rassentrennung. Es war das erste Gesetz dieser Art und leitete die Politik der institutionellen Apartheid mit ein.
Das Gesetz wurde 1949 erlassen und verbot die Ehe zwischen einer „weißen Person“ und einer Person jeder anderen Hautfarbe. Es trat neben den Immorality Act aus dem Jahr 1927, der 1957 ergänzt wurde. Daneben wirkte weiter der Population Registration Act aus dem Jahr 1950.
Im Jahr 1968 wurde der Prohibition of Mixed Marriages Act geändert und im Jahr 1985 aufgehoben. Seither waren Ehen und eheähnliche Verbindungen zwischen Menschen verschiedener demografischer Hauptgruppen wieder legal. Nach Erhebungen des Central Statistical Service wurden im Jahre 1987 in Südafrika 1393 Ehen dieser Art geschlossen. Das waren 2,1 Prozent aller Eheschließungen im Land.